# Anemone nutantiflora
Anemone nutantiflora är en ranunkelväxtart som beskrevs av Wen Tsai Wang och L.Q. Li. Anemone nutantiflora ingår i släktet sippor, och familjen ranunkelväxter. Inga underarter finns listade i Catalogue of Life.